# Freek Lamain
Freek Jacob Lamain (Amsterdam, 16 februari 1958) is een Nederlands voormalig voetballer die als verdediger en middenvelder voor AFC Ajax, KSK Tongeren, DS '79, Hoeselt VV, KFC Verbroedering Geel, KFC Turnhout en FC Verbroedering Meerhout speelde.

## Carrière
Freek Lamain speelde in de jeugd van AFC Ajax. In de zomer van 1976 tekende hij zijn eerste contract. Hij debuteerde in het eerste elftal van Ajax op 6 maart 1977, in de met 4-0 gewonnen thuiswedstrijd tegen NAC. Hij kwam in de 80e minuut in het veld voor Pim van Dord. In het seizoen 1977/78 speelde hij zijn meeste wedstrijden voor Ajax, drie in de Eredivisie en drie in het toernooi om de KNVB Beker. Nadat hij in het seizoen 1978/79 slechts eenmaal speelde en hij niet kon rondkomen met Ajax over een contractverlenging, mocht hij vertrekken. Na een proefperiode bij KFC Winterslag vertrok hij naar tweedeklasser KSK Tongeren. Lamain voelde zich hier echter niet op zijn gemak en na een half jaar ging hij op proef bij MVV, maar dit leverde geen contract op. In het seizoen 1980/81 werd hij daarom verhuurd aan DS '79. Hierna speelde hij nog in de hogere amateurdivisies van België voor Hoeselt VV, KFC Verbroedering Geel, KFC Turnhout en FC Verbroedering Meerhout.

### Statistieken
| Seizoen                       | Club           | Land           | Competitie     | Competitie | Competitie | Beker | Beker | Totaal | Totaal |
| Seizoen                       | Club           | Land           | Competitie     | Wed.       | Dlp.       | Wed.  | Dlp.  | Wed.   | Dlp.   |
| ----------------------------- | -------------- | -------------- | -------------- | ---------- | ---------- | ----- | ----- | ------ | ------ |
| 1976/77                       | AFC Ajax       | Nederland      | Eredivisie     | 1          | 0          | 0     | 0     | 1      | 0      |
| 1977/78                       | AFC Ajax       | Nederland      | Eredivisie     | 3          | 0          | 3     | 0     | 6      | 0      |
| 1978/79                       | AFC Ajax       | Nederland      | Eredivisie     | 1          | 0          | 0     | 0     | 1      | 0      |
| Carrièretotaal                | Carrièretotaal | Carrièretotaal | Carrièretotaal | 5          | 0          | 3     | 0     | 8      | 0      |
| Bijgewerkt op 1 augustus 2021 |                |                |                |            |            |       |       |        |        |